# Mortuary (mexikanische Band)
Mortuary ist eine mexikanische Death- und Thrash-Metal-Band aus Monterrey, die im Jahr 1988 gegründet wurde, sich 1997 auflöste und 2008 wieder zusammenfand.

## Geschichte
Die Band wurde im Jahr 1986 von Sänger und Bassist Joel Alanis und Schlagzeuger Joel Leal gegründet, wobei sie anfangs Lieder von Black Sabbath, Slayer, Iron Maiden und Venom coverten. Zur gleichen Zeit hatten die Gitarristen Alberto Martínez und Pedro Guevara ebenfalls eine Coverband, sodass sie sich gegen Ende 1987 zu einer Band zusammenschlossen. Im Jahr 1988 folgte mit Where Death Takes Your Soul ein erstes Demo. Durch den Erfolg des Demo konnte die Gruppe zusammen mit Bands wie Obituary und Sepultura spielen. Im selben Jahr verließ Gitarrist Pedro Guevara die Band. Im Jahr 1990 nahm die Band ihr Debütalbum Blackened Images auf, das im Jahr 1991 in den USA bei JL America, in Europa und Asien über Avanzada Metalica und in Deutschland über Turbo Records erschien. Im Jahr 1991 spielte die Band außerdem als Vorgruppe für Morbid Angel in Texas. Im selben Jahr verließ außerdem Joel Leal die Band und wurde durch Schlagzeuger Peter Gonzales ersetzt. Im Jahr 1992 veröffentlichte ein französisches Label das Album erneut ohne Zustimmung der Band als Sonderauflage. Außerdem hielt die Band eine Tour ab, die 20 Auftritte umfasste, zusammen mit Inquisidor und Transmetal. Im Jahr 1993 folgten weitere Auftritte, sowie die Aufnahme eines Demos, das jedoch unveröffentlicht blieb. Im Jahr 1993 verließ Peter Gonzales die Band wieder, sodass Joel Leal zur Band zurückkehrte. Außerdem nahm die Gruppe das nächste Album Shine of the End auf und spielte als Vorgruppe für Slayer. Das Album erschien im Jahr 1985 über Maraga Art. In den Jahren 1995 und 1996 arbeitete die Band an neuen Liedern und spielte weiter Konzerte, ehe sich die Gruppe 1997 auflöste.
Im Jahr 2005 fand die Band wieder zusammen, um an einem Slayer-Tribute-Album zu arbeiten. Im Jahr 2007 erschien über Utterly Somber Creations das Demo Where Death Takes Your Soul erneut, ehe die Band im Jahr 2008 wieder zusammenfand. Im Jahr 2009 folgten die ersten Auftritte seit der Wiedervereinigung und die Band arbeitete an neuen Liedern. In den Jahren 2010 und 2011 folgten weitere Auftritte, wobei die Band Probleme mit dem Posten des Schlagzeugers hatte, sodass Sergio Pequeño als neuer Schlagzeuger zur Band kam. Außerdem spielte die Band einen Auftritt zusammen mit Destruction in Monterrey.

## Stil
Als musikalische Einflüsse gibt die Band Slayer, Possessed, und „klassische verdrehte Musik“, als lyrische Leben, die dunkle Seite, eigene Erfahrungen und Friedrich Nietzsche an. Entsprechend wurde ihre Musik mit Slayer zu Hell-Awaits-Zeiten und Possessed verglichen, aber auch mit Kreators Pleasure-to-Kill-Ära, dem Frühwerk von Necrophobic und Sepultura zu Zeiten des Debütalbums Morbid Visions.

## Diskografie
- 1989: Where Death Takes Your Soul (Demo, Eigenveröffentlichung)
- 1991: Blackened Images (Album, Avanzada Metalica (Europa, Asien), Turbo Records (Deutschland), JL America (Vereinigte Staaten))
- 1991: Mortuary (EP, Turbo Records)
- 1995: Shine of the End (Album, Maraga Art)
- 2012: Death Won’t Leave the Throne (EP, Asenath Records)